# Arçelik
Arçelik A.Ş. (zapis stylizowany: arçelik) – turecki producent sprzętu AGD. Posiada 30 zakładów produkcyjnych w 9 krajach. Produkuje urządzenia ze swoich dziewięciu marek: Arçelik, Beko, Grundig, Blomberg, ElektraBregenz, Arctic, Leisure, Flavel, Defy, Altus, Dawlance, Voltas Beko.
Przedsiębiorstwo jest kontrolowane przez Koç Holding, jedną z największych i najbardziej prestiżowych grup w Turcji i jest tamtejszym liderem sprzedaży urządzeń gospodarstwa domowego. W 2022 roku Arçelik A.S. nabyła aktywa firm Whirlpool i Indesit w Rosji i okolicznych krajach. W 2023 roku podpisała umowę z Whirlpool Corporation o utworzeniu w Unii Europejskiej nowej spółki, w której Arçelik A.S. będzie miał 75%, a Whirlpool Corporation 25% udziałów.

## Galeria

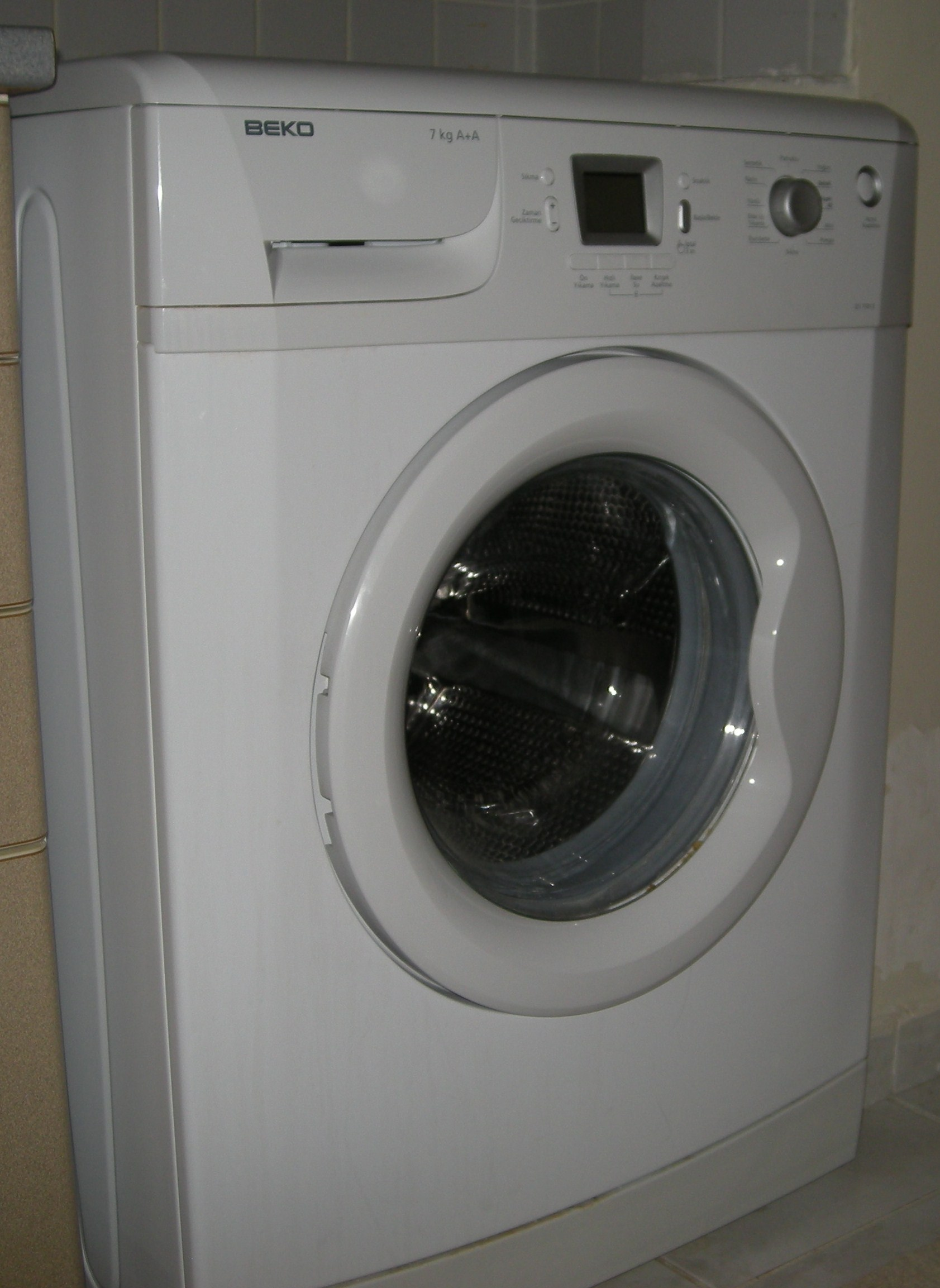
Pralka marki Beko
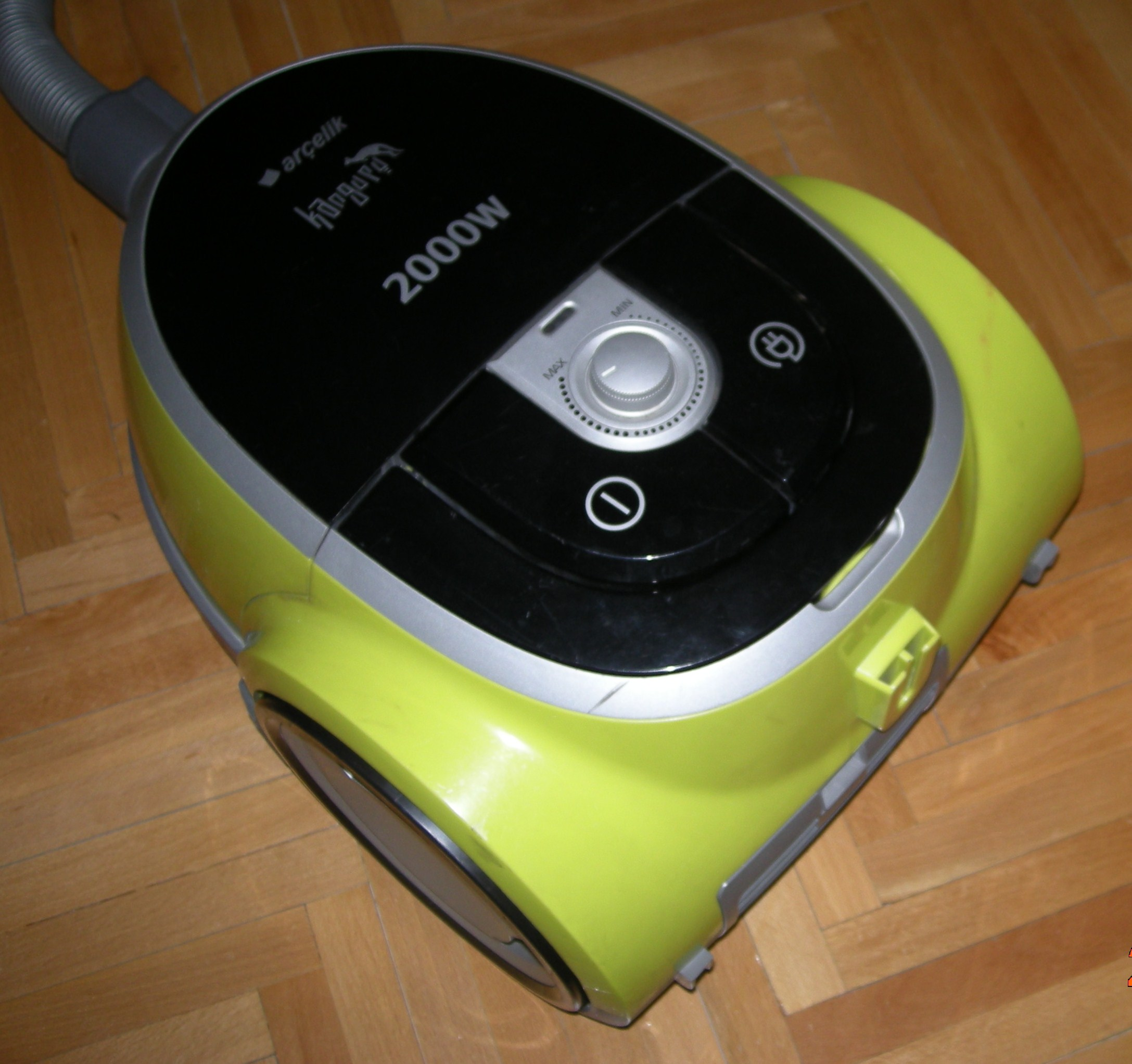
Odkurzacz marki Arçelik